# 핼 베이러
핼 베일러(Hal Baylor, 1918년 12월 10일 ~ 1998년 1월 5일)는 미국의 배우이다.

## 출연 작품
- 허슬 (1975년)
- 소년과 개 (1975년) - 마이클 역
- 원 리틀 인디언 (1973년)
- 북극의 제왕 (1973년)
- 맨발의 경영자 (1971년)
- 그리솜 갱단 (1971년)
- 로드 러브 어 덕 (1966년)
- 보난자 (1959년)
- 젊은 사자들 (1958년)
- 서부의 파라딘 (1957년)
- 페리 메이슨 (1957년)
- 샤이안 (1955년)
- 와이어트 어프의 삶과 전설 (1955년)
- 프린스 밸리언트 (1954년)
- 돌아오지 않는 강 (1954년)
- 백야의 탈출 (1953년)
- 태양은 밝게 빛난다 (1953년)
- 빅 짐 맥레인 (1952년)
- 셋업 (1949년)
- 로빈 훗의 모험 (1938년)

### 텔레비전
- 119 구조대 (1972년)
- 인베이더 - 시리즈 (1967년)
- 선셋 77번가 (1958년)
- 딜론 보안관 (1955년)
- 론 레인저 - 49년 시리즈 (1949년)
- 배트맨 - 66년 TV 시리즈 (1966년)